# Flodsiljor
Flodsiljor (Cenolophium) är ett släkte i familjen flockblommiga växter.
Släktet har endast en accepterad art, flodsilja (C. fischeri, synonym C. denudatum).

## Bildgalleri

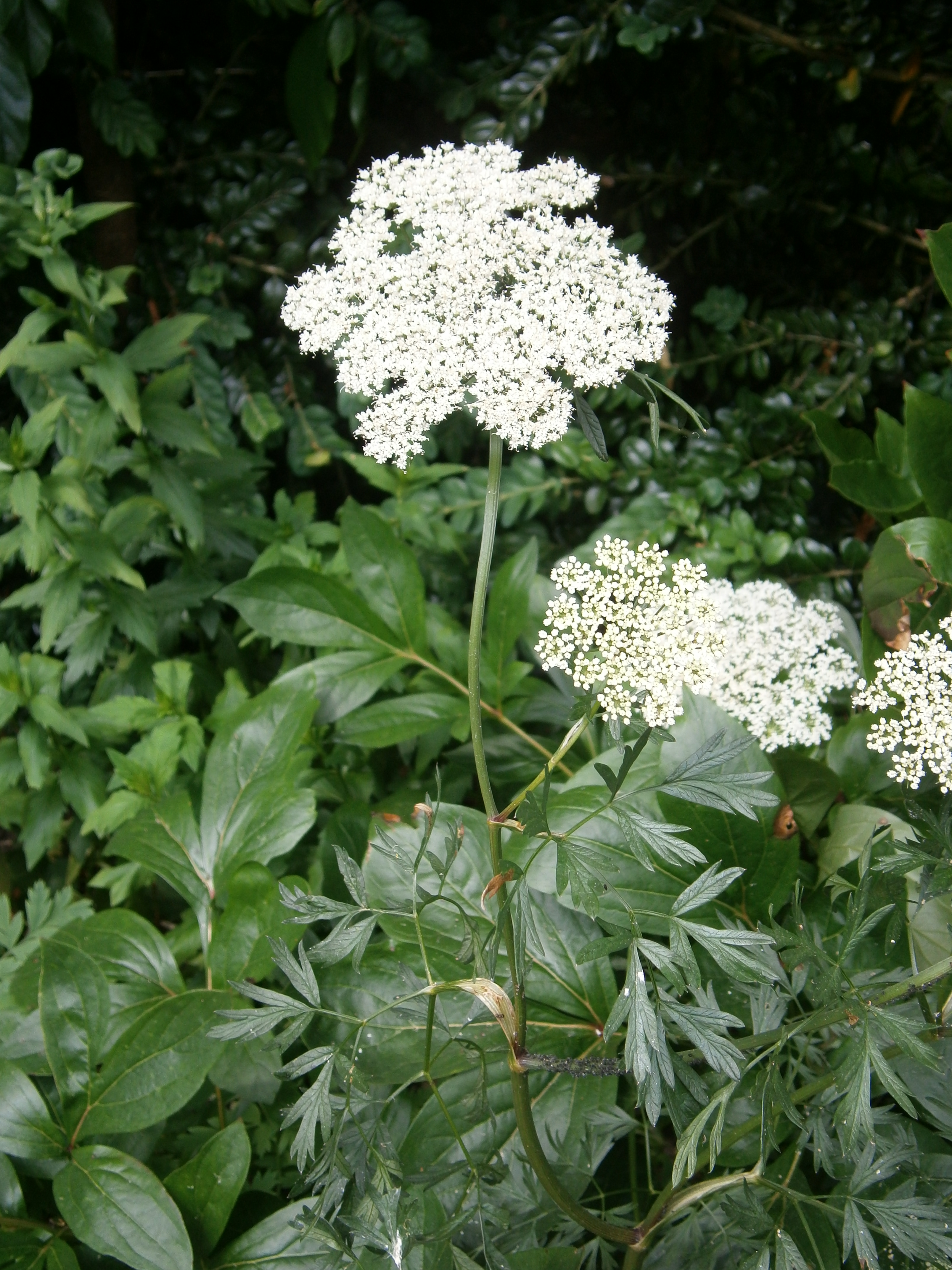
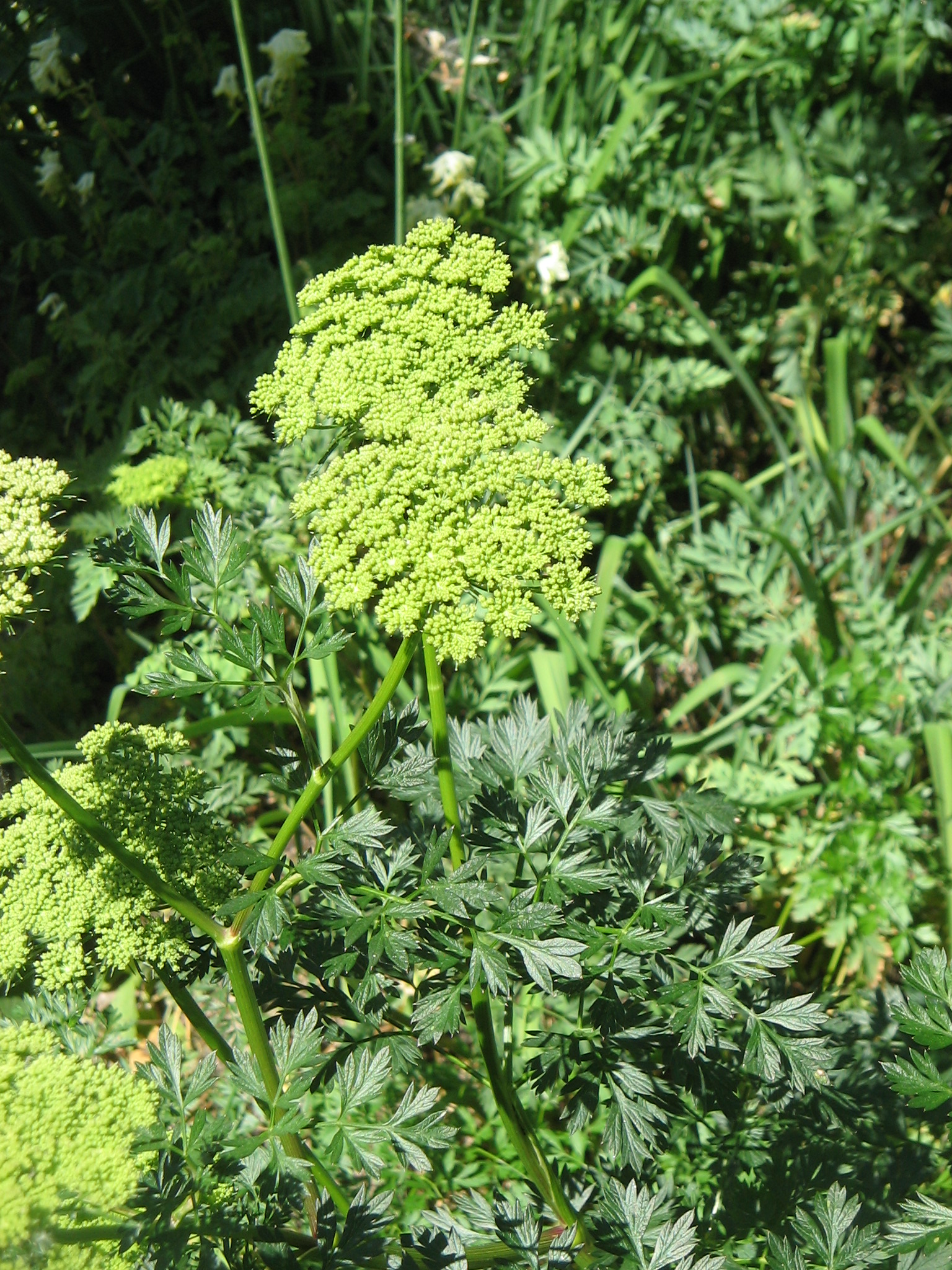
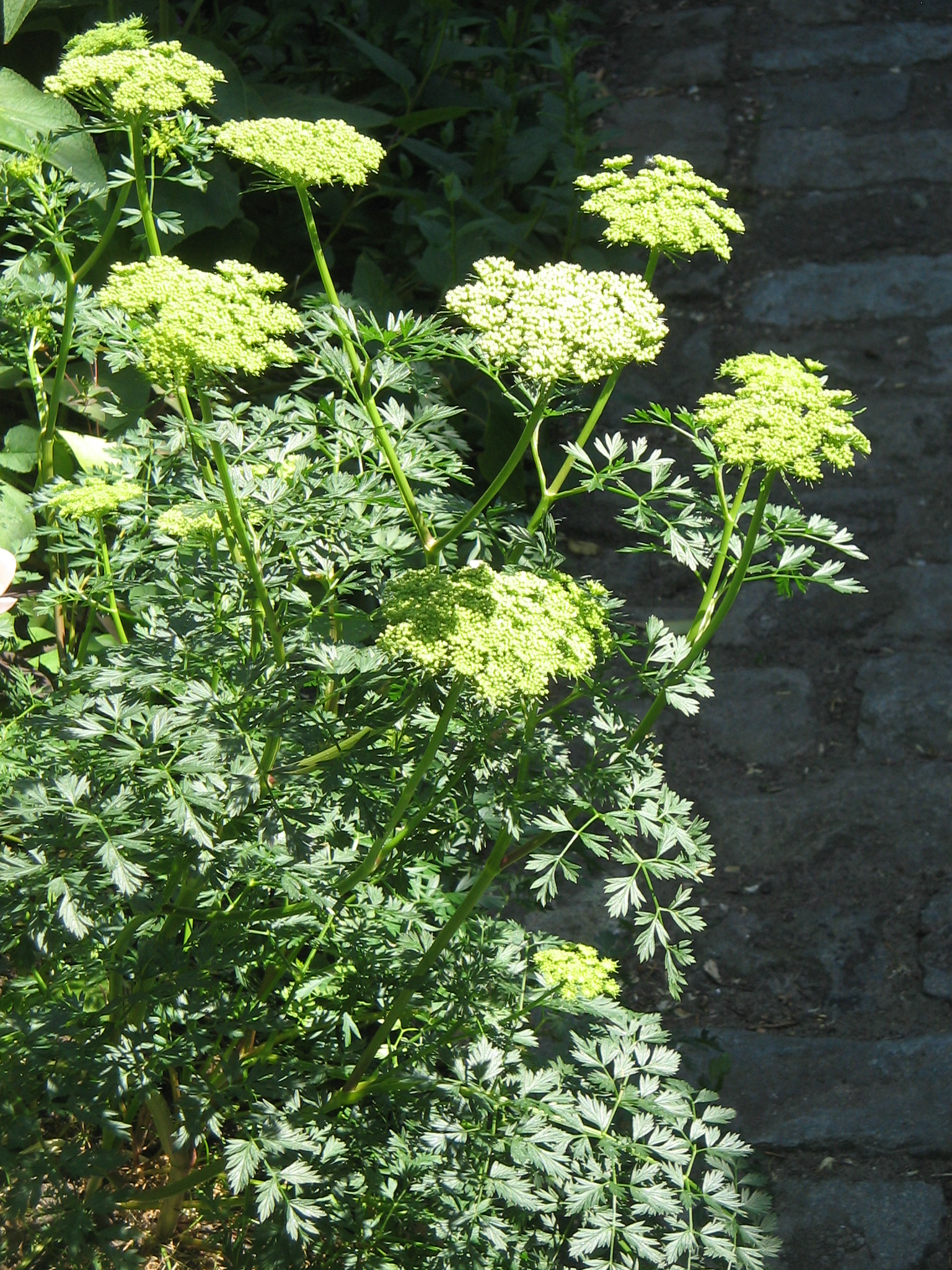
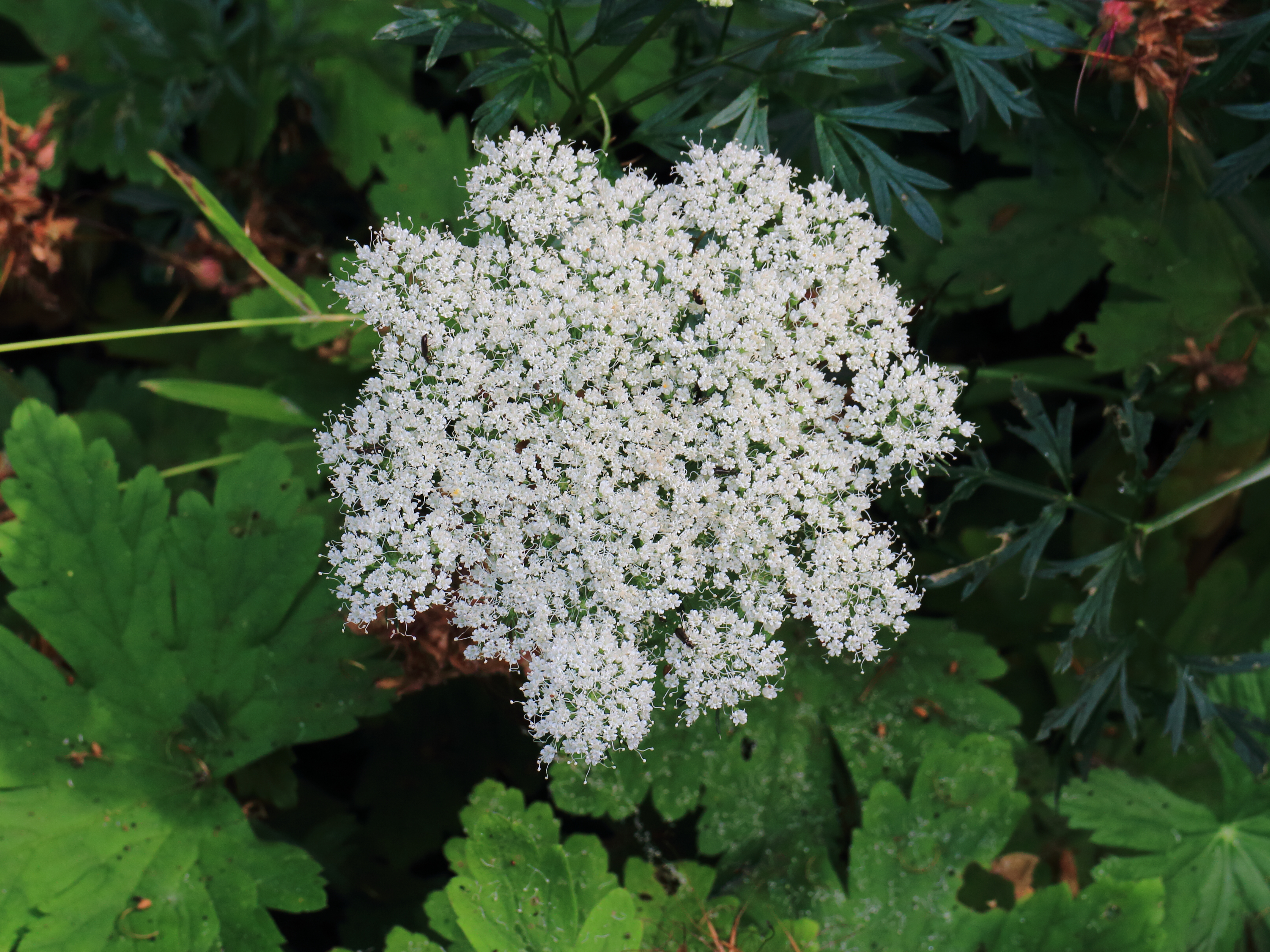